# Il pianeta dove l'inferno è verde
Il pianeta dove l'inferno è verde (Monster from Green Hell) è un film del 1957 diretto da Kenneth G. Crane.

## Trama
Gli scienziati Quent Brady e Dan Morgan sono a capo di un progetto per lanciare nello spazio un razzo con equipaggio umano. In preparazione di ciò, effettuano dei lanci che portano a bordo vari animali. Uno di questi razzi, contenenti vespe, ha un malfunzionamento e precipita in Africa.
Tempo dopo, in Africa, il Dr. Lorentz e sua figlia effettuano una autopsia su un indigeno, stabilendo che la morte è avvenuta a causa della inoculazione di una grande quantità di veleno. La popolazione riferisce di essere terrorizzata da un mostro che vive nella foresta di "Inferno verde".
Alcuni mesi dopo, il dottor Brady legge dei fatti accaduti in Africa e sospetta, in base ai risultati dei propri esperimenti, che quanto accaduto sia collegato alla scomparsa del razzo con le vespe; perciò lui e il dottor Morgan partono per l'Africa per investigare.
I due scienziati arrivano all'ospedale del dottor Lorentz, dove scoprono che il dottore è morto nell'"Inferno verde", con un pungiglione conficcato nella spalla. I due scienziati organizzano una spedizione nell'"inferno verde", alla quale si aggrega anche la figlia di Lorentz.
La spedizione incontra un villaggio deserto e la popolazione sterminata dalle vespe giganti. Brady afferma che l'unica maniera di fermare la proliferazione delle vespe è ucciderne la regina con delle granate che ha portato con se.
Trovata la regina, gli uomini lanciano le granate da una altura, ottenendo solo di fare arrabbiare le vespe soldato. Inseguiti, si rifugiano in una grotta mentre il vulcano erutta e distrugge la colonia di vespe.

## Produzione
Il pianeta dove l'inferno è verde è un classico Film di serie B, in quanto riutilizza immagini di animali originalmente girate per il film L'esploratore scomparso. Sempre come la totalità dei B-movie statunitensi dell'epoca, fu proiettato al cinema in doppia programmazione con l'adattamento statunitense di Jūjin yuki Otoko, ribattezzato per gli schermi USA Half human. Il film è stato girato in bianco e nero, ma la breve scena finale è stata aggiunta a colori.